# 鳳 (漫画)
『鳳』（おおとり）は、原作：神尾龍、作画：渡辺みちおによる日本の漫画。『週刊漫画ゴラク』（日本文芸社）にて2005年から2007年まで連載された。単行本は同社ニチブンコミックスより全13巻。

## あらすじ
鳳一輝は元は櫻木巌治率いる櫻木組若頭代行であったが、対立組織との諍いにより、破門されていた。櫻木はかつて、兄弟分であった天外綺堂と共に天地会を立ち上げていたが、思想の相違により、天外と袂を分かち、いつしか対立するようになっていた。そして、天外は櫻木のシマを手中に収めるべく、配下の組長で天地会幹部である服部秀明に命じ、櫻木邸を襲撃させる。事態を知った鳳はかつての仲間たちとともに闘うべく馳せ参じ奮戦するも、兵力の差は大きく、櫻木らは命を落とし、一人敵の仕掛けた業火の中生き延びた鳳は、仲間たちの無念を晴らすべく打倒・天外を目指し、一人天地会へと立ち向かうのであった。

## 主な登場人物
鳳 一輝（おおとり いっき）
本作品の主人公。元・櫻木組若頭代行で、当時敵対していた十河組との諍いにより、鳳自身の保身と十河組との抗争回避の為、という櫻木の判断により破門されていた。天地会による櫻木邸襲撃時に舞い戻り、かつての仲間たちとともに奮戦するも、兵力の差は大きく、櫻木をはじめとした仲間たちは命を落とし、屋敷は敵の放った火により火の海と化す。業火の中一人生き延びた鳳は仲間たちの無念を晴らすべく、打倒･天外を決意、天外が放つ刺客を退け、ついには櫻木組襲撃事件と同様な業火の中、天外を討ち果たした。背中には鳳凰の刺青をしている。オヤであった櫻木と同様、義に生き、強い信念を持つ男である。その強さや男ぶりは、仲間となった祐次や勝・石嶺らからは惚れ込まれ、仇敵の天外にも認められたほどである。天外を討ち取ってからは1コマも登場せず、その後の消息は不明である。

### 鳳の仲間
櫻木 巌治（さくらぎ かんじ）
櫻木組組長。かつては天外とは兄弟の契りを交わし、ともに天地会を立ち上げたが、天外との思想の違いにより、袂を分かち、天地会を離脱していた。
何よりも義を重んじる男で、鳳らに侠(おとこ)とは何たるかを説いている描写が度々見られる。また、鳳らは彼を慕い、敵となった天外も憎む一方で、その実力を認め、北条や財津雷蔵も義に篤い侠の鑑と認めていた。天地会の櫻木組襲撃により、瀕死の重傷を負い、反撃に打って出ようとする鳳を諫め、いまわの際に「これからは(ヤクザから)足を洗って生きろ」という言葉を残してこの世を去った。
死後は誰も墓前に訪れることはなかったが、鳳と天外の決戦が終わった後に何者かによって線香が備えられていたのを寺の住職が発見している。
三上 祐次（みかみ ゆうじ）
元はどの組織にも属していなかった(ただし櫻木組組員であったタツヤの世話にはなっていた)が、櫻木組の残党と勘違いした鈴木組組員に襲われていた所を鳳に助けられ、舎弟として鳳と行動を共にするようになる。さゆりという恋人がいたが、彼女は秋月に誘拐され、強姦された末、殺されてしまう。この時に、さゆりを強姦した秋月組組員を手にかけ、改めて、鳳とともに修羅の道を進むことを決意、鳳と誓いの盃を交わす。後に、鳳が伊達と戦った時に、鳳の援護に現れ、伊達と刺し違えようとするも傷ひとつつけられず、逆に胸を刀で貫かれ、死亡する。この時、鳳は必ず伊達を討ち取る事を心に誓った。
鈴木福太郎（すずき ふくたろう）
鈴木組組長。元々は天地会・秋月組系山本組傘下であったが、天外への手がかりを得るためにやってきた鳳に組事務所に居座られる。はじめは鳳を討ち取ろうとするが、悉く失敗し、やがては、鳳と自分の実力や男としての器の違いを痛感し、いつしか鳳の生き方に魅せられる様になっていった。後に、鳳が秋月との二度目の闘いに赴いた時には、秋月に盃を投げつけ、決別の意思を見せるが、直後に金吾の放った銃弾に倒れ、「鳳さんに逢えてよかった」と言い残して最期を遂げた。
石嶺（いしみね）
元・天地会十人衆筆頭の北条組若頭補佐で北条組の裏仕事専門の男。「カマイタチ」の異名をとる。登場当初は鳳を監視する為に北条の命で鳳についていたが、鳳と行動を共にするうちに、鳳の生き様に惚れ込み、のちに北条と決別し、見届け人として鳳と行動を共にするようになった。鳳の仲間になってからは、戦闘のサポートのほか、諜報活動もする様になった。後の北条邸での天地会との最終決戦で、命を落とす。
平野 勝（ひらの まさる）
元は速浪(はやなみ)一家一番組組員であったが、江元の命により鳳をサポートする。後に速浪一家が滅ぼされると、仲間の無念を晴らすため、天地会への復讐を決意、正式に鳳の仲間となる。天地会との最終決戦では、直接の仇である北条に止めを刺して、敵討ちを果たし、また、鳳の頼みどおり北条烈らとともに天外が屋敷内に立ち入ったのを見届けると天外に逃げられる事の無い様、屋敷に火を放ち脱出した。

### 天地会
天地会は3万人の組員を擁する巨大組織である。
天外 綺堂（てんがい きどう）
天地会会長。幾多の修羅場を潜り抜け、いつしか「龍の綺堂」と呼ばれるようになった。元々は櫻木とは兄弟分で、天地会も櫻木とともに立ち上げたものであるが、後に櫻木とは袂を分かち敵対するようになった。義に生きた櫻木に対し、利に生きる男で、櫻木と袂を分かったのもこのためであった。利に生きるが故、使えぬのであればたとえそれが実の子であっても容赦なく切り捨てる非情さを持つ。反面、強いカリスマ性を持ち、戦闘力、統率力も優れているほか、ハンティングや料理の腕も抜群であるなど多芸多才な人物でもある。また、政財界と深いつながりを持つ。不知火は妾との間に生まれた実の子であるが、不知火の鳳との闘いの時まで一度も顔をあわせたことがなかった。また、その闘いで不知火は鳳に敗れたためもあってか、容赦なくその時横にいた財津雷太に殺せと命じた。一方で鳳の事はかつて最も憎みそして最も認めた櫻木以来の男、と評していた。鳳との最終決戦では、一度は鳳を討ち取ったかに見えたが、その直後に息を吹き返した鳳の一撃を受け、その後死亡した。　
御子神信悟（みこがみ しんご）
天地会天外組若頭で天外の片腕的存在。自分の組を持たぬ身であったが、服部・吉川・秋月の没後、天外の意向により、天地会最高幹部となる。天外に心酔していて、計算高く、用意周到な男で、確信のある行動しか取らない。また、十人衆を排除しようという考えを持ち合わせていた。若い頃は「鬼の御子神」と呼ばれていた。鳳が伊達と戦っていた頃、御子神を失脚させ、天地会幹部の筆頭に返り咲く事を目論んでいた北条の命令により、鳳を援護していた石嶺を捕らえ、処刑しようとしていた時に救出に現れた鳳に右腕を切り落とされる。その雪辱を果たすため、山中で射撃訓練をし、気配を読んで相手の正確な位置を掴めるほどまでになり、鳳との銃撃戦では鳳と犬飼を追い詰めるも、最後は鳳の放った銃弾を額に受け、命を落とした。
財津 雷太（ざいつ らいた）
財津雷蔵の実子で、若い頃に風祭とともに住み込みで御子神の英才教育を受け、御子神亡き後の天外の側近となる。天地会が速浪一家を滅亡させた後の組織改編により、統括本部長となる。御子神同様、天外に心酔している。また、己の望みを果たすには巨大組織に属する他にない、という思想を持つ。鳳と天地会の最終決戦では北条に致命傷を負わせるも、その後に鳳と共闘していた不知火に討ち取られた。「第二の雷神」の別名をつける。

### 天地会十人衆
天地会十人衆は登場当初は天地会の中のトップ集団であったが、作品の途中、天地会の組織改編により解散となった。以下の他にも十人衆と見られる者が6名、度々登場するが、鳳と闘った描写は見られず、名前も明らかにはされなかった。
北条 定勝（ほうじょう さだかつ）
天地会・北条組組長。かつて「播磨の荒獅子」と呼ばれていた。元々は天地会幹部の筆頭であったが、他の十人衆同様、天外には煙たがられていた様子で、御子神に筆頭の座を奪われてからは、筆頭への返り咲きを果たすために裏工作をしたり、鳳や不知火と共闘するようになる。速浪一家を滅ぼし、筆頭返り咲きは確実かに思われたが、その後の天地会の組織改編で他の十人衆の者たちと共に実権を持たぬ最高顧問にされてしまった。それでもなお、組を守るべく筆頭返り咲きを目論むも、実子・烈の説得でかつて荒獅子と呼ばれていた頃の闘志を蘇らせ、鳳と共に天地会と戦う事を決意、自らの屋敷で天地会との最終決戦を迎える。最終決戦では、財津雷太の銃弾で致命傷を負うも、そのまま死を迎えるのを潔しとせず、自らが滅ぼした速浪一家の生き残りであったマサルに止めを刺すように促し、その刃により生涯を終えた。
秋月 智久（あきづき ともひさ）
天地会・秋月組組長。下記の服部と吉川が鳳に討取られた後に、天外に櫻木組の残党狩りを自ら志願した。興津兄弟や鈴木らを動員して、鳳と二度に渡り戦うも、鈴木には離反され、興津兄弟は相次いで鳳に敗れ、進退窮って天外に救援を乞うも、天外の「死ね」という御子神を通しての伝言と共に見捨てられ、逃走するためにプールに飛び込むも、着水時の衝撃は高層階から飛び降りたために水面といえどもコンクリート同然の状態であったため死亡した。過去に対立組織のシマをとった時に、力押しで十分勝てた状況だったにも関わらず、その組長の娘を人質にとって脅したり、鳳を誘い出すために祐次の恋人・さゆりを人質にとった点や、鳳との最初の決戦後に高級ホテルに潜伏した時には、スイートルームを三部屋借り切り、その部屋には自分の組の若い組員たちのみを入れ、傘下の組長たちをロビーに待機させて部屋には入れようとしなかった点などから、狡猾で用心深い人物として描かれている。彼の最期の時、天外は「見てくれだけのナマクラ」と評していた。
服部 秀明（はっとり ひであき）
天地会・服部組組長。天地会の櫻木宅襲撃事件の実行犯で櫻木宅を焼き払い、櫻木らを死に追いやるが、その3ヶ月後に天地会への復讐に燃える鳳の手により討ち取られた。十人衆の中では、下記の吉川よりは格上であった。
吉川 元信（きっかわ もとのぶ）
天地会・吉川組組長。十人衆では最下位に格付けられ、服部の葬儀では取り乱し、仇討ちを誓ってみせるが、これは芝居で、本心では服部の死により、十人衆での格付けが上がると喜び、「服部を殺害した者に感謝したい位だ」とすら発言していた(この時点では鳳が服部を殺害した事を知らなかった)。自らがオーナーを務める店で飲んでいた時に天外の居場所を探るために訪れていた鳳と出会い、自らの出世のためと、鳳を殺害しようとするも返り討ちに遭い、命を落とした。

### 不知火組
不知火 翔（しらぬい しょう）
不知火組組長。打倒・天外綺堂を誓う「阿修羅の翔」と呼ばれる男。天外の実子。
有馬 幸造（ありま こうぞう）
元・金田組若頭で、不知火組組長補佐。財津雷太は天外の命令で、不知火組長の命を狙われているところ自ら盾になって、命を落とす。
益岡（ますおか）
不知火組組員。有馬亡き後の不知火組組長補佐となる。

### その他の人物
南雲（なぐも）
櫻木組に世話になったことがあるもぐりの医師。そのた鳳の生命を助ける。
伊達研一郎（だて けんいちろう）
元・櫻木組若頭。鳳の兄貴分。かつて天外と「竜虎」と並び称された。「虎」と呼ばれる伝説の男。「伊達の虎」と呼ばれるようになった。8年間、刑務所に入っていた。
風祭 慶（かざまつり けい）
その名前の通り「風」「風神」と呼ばれる風来坊。天外の命令を受けて鳳の首を狙う刺客。
財津 雷蔵（ざいつ らいぞう）
財津組組長。東西からの圧力を受ける要衝である富士の裾野で孤塁を守り続けて「駿河の雷神」と呼ばれる伝説の男。実子に雷太がいる。
北条 烈（ほうじょう つよし / れつ）
天地会十人衆の元筆頭である北条定勝の実子。「獅子王の烈」と自称しており、無類の女好き。
十河 公政（そごう きみまさ）
十河組組長。　
犬飼 和哉（いぬかい かずや）
夢路町署の悪徳刑事。金に汚い外道刑事。かつては櫻木組に取り入っていた。鳳の生き様に触れ、正義に目覚める。
速浪玄四郎（はやなみ げんしろう）
速浪一家四代目宗家総長。
江元 修平（えもと しゅうへい）
速浪一家組頭・速浪一家一番組番頭。
興津 金吾（おきつ きんご）　
興津組三代目の長男。「博打狂いの金吾」と呼ばれる男。秋月に金で雇われた親殺しの兄。
興津 銀造（おきつ ぎんぞう）
興津組三代目の次男。「思慮の浅い銀造」と呼ばれる男。秋月に金で雇われた親殺しの弟。

## 書誌情報
単行本
- 原作：神尾龍、作画：渡辺みちお『鳳』日本文芸社〈ニチブンコミックス〉全13巻

1. 2005年12月
2. 2006年02月
3. 2006年04月
4. 2006年06月
5. 2006年08月
6. 2006年11月
7. 2007年01月
8. 2007年03月
9. 2007年04月
10. 2007年06月
11. 2007年10月
12. 2007年12月
13. 2008年02月

廉価版
- 原作：神尾龍、作画：渡辺みちお『鳳』日本文芸社〈Gコミックス〉全13巻 ※単行本と同内容で再版した廉価版（コンビニコミック）

- 原作：神尾龍、作画：渡辺みちお『鳳 スペシャル』日本文芸社〈Gコミックス〉既刊6巻 ※既刊の廉価版を再録。

## オリジナルビデオ
DVD全4巻発売（発売元：コンセプトフィルム / 販売元：GPミュージアムソフト）。小沢仁志主演。

### キャスト
括弧無しは全4巻
櫻木組
- 櫻木組組長 櫻木巌治：誠直也（1）
- 櫻木組若頭代行 鳳一輝：小沢仁志
- 櫻木組組員 タツヤ：江原シュウ（1）
- 櫻木組組員 ミツル：南原ハヤト（1）
- 三上祐次(タツヤの舎弟で、組員ではない)：koji

十河組
- 十河組組長 十河公政：森羅万象（1）

天地会
- 天地会会長 天外綺堂：寺田農（1・2） / 加納竜（3・4）
- 天地会天外組若頭 御子神信吾：小沢和義
- 天地会北条組組長 北条定勝(天地会十人衆)：黒田アーサー（3・4）
- 天地会秋月組組長 秋月智久(天地会十人衆)：三浦浩一
- 天地会服部組組長 服部秀明(天地会十人衆)：鈴木隆二郎（1）
- 天地会吉川組組長 吉川元信(天地会十人衆)：大西武志（1）
- 天地会秋月組鈴木組組長 鈴木福太郎：森永健司
- 天地会秋月組鈴木組組員：川原英之（2・3・4）
- 天地会秋月組系 清水：木村圭作（3・4）

興津組
- 興津組三代目組長：古井榮一（3）
- 興津金吾(興津組三代目の長男、博打狂いの金吾)：山口祥行（3・4）
- 興津銀造(興津組三代目の次男、思慮の浅い銀造)：勝矢（3・4）

警察
- 信号無視した車輌を見逃した警察官：辻つん（1）
- 県警本部長：堀田眞三（2）

その他
- クラブの店長 - 指宿豪（1）
- さゆり(三上祐次の彼女)：西野翔（1・2）
- クラブ「ガリバー」店長：仁科貴（3）

ナレーション
- 森羅万象

### スタッフ
括弧無しは全4巻
- 脚本・監督：辻裕之
- プロデューサー：南雅史・山村淳史（1・2） / 渋谷正一・山本芳久（3・4）
- 原作：神尾龍
- 作画：渡辺みちお（日本文芸社刊）
- 企画：山本ほうゆう
- 撮影：田中一成（J.S.C.）（1・2） / 今泉尚亮（3・4）
- 照明：吉角荘介（1・2） / 佐々木英二（3・4）
- 録音：瀬谷満（1・2） / 菊池進平（3・4）
- 美術：塩田仁（1・2） / 大島政幸（3・4）
- 装飾：佐々木敬・吉田直哉（1・2） / 中谷暢宏（3・4）
- 選曲・効果：藤本淳
- 編集：小川幸一
- CGディレクター：遠藤眞一郎・恒川岳彦（1・2）
- CG：遊佐和寿（3・4）
- 助監督：佃謙介（1・2） / 山鹿孝起（3・4）
- 肌絵師：田中光司（1・2）
- ガンエフェクト：ビル横山（ブロンコ）（1・2） / 浅生マサヒロ（3・4）
- スタントコーディネーター：田淵景也（GoCoo）・出口正義（GoCoo）（1・2）
- 殺陣：近藤孝宣（3・4）
- 制作協力：MGP（1・2） / スタジオデコレーション（3・4）
- 制作：メディア・ワークス
- 製作：コンセプトフィルム（1・2） / ミュージアムピクチャーズ（3・4）

### DVD
1. 2009年8月25日発売 GPミュージアムソフト
2. 2009年10月25日発売 GPミュージアムソフト
3. 2010年7月16日発売 GPミュージアムソフト
4. 2010年9月17日発売 GPミュージアムソフト